# Réserve de parc national Thaidene Nëné
 La réserve de parc national Thaidene Nëné (anglais : Thaidene Nëné National Park Reserve) (Du Déné, terre de nos ancêtres) est une aire protégée située à proximité du bras Est du Grand lac des Esclaves, à la lisière nord de la forêt boréale des Territoires du Nord-Ouest au Canada. La réserve de parc national comprend un parc national administré par Parcs Canada et une aire protégée adjacente administrée par le gouvernement des Territoires du Nord-Ouest. Elles forment un ensemble d'aires protégées de 26 222 km2.
La zone a fait l’objet de retraits de terres provisoires aux termes desquels aucune nouvelle concession minière ni aucun droit pétrolier ou gazier ne sera émis pour la zone touchée pendant que des décisions sont prises. Certaines zones à fort potentiel minéralogique ont été exclues des propositions, de sorte que certaines activités industrielles et commerciales seront probablement autorisées à se poursuivre dans ces zones. La désignation en tant que parc national empêcherait la création de mines d'uranium et de diamants dans les limites du parc et contribuerait à protéger les caribous et les animaux à fourrure tels que le lynx, le loup, le renard roux, le carcajou, la martre, l'orignal et l'ours noir. La région présente des falaises de granit rouge, ainsi qu'un nombre spectaculaire de péninsules, de canyons et de cascades au moment où les forêts cèdent la place à la toundra du nord. Diverses espèces d'oiseaux migrateurs se rassemblent et nichent également dans la région, notamment les canards et les oiseaux chanteurs.

## Histoire

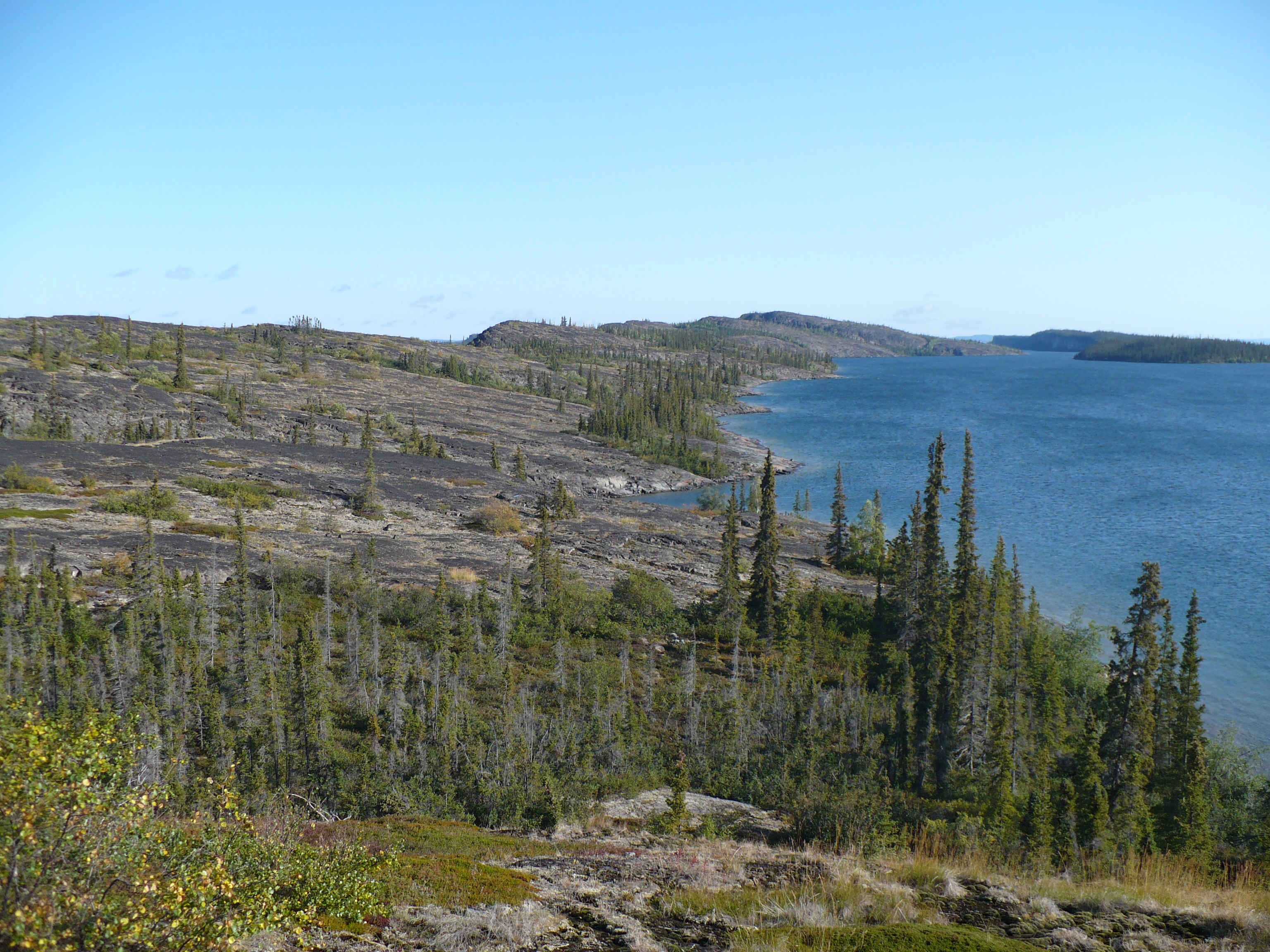
Pointe Utsingi.

Une mise en réserve foncière de 7 340 km2 a été créée en 1970 dans le but de créer un parc national en vertu de la Loi sur les terres territoriales. En 2001, la Première Nation Łutselk'e (auparavant Snowdrift ) a réexaminé la proposition. Les consultations pour une étude de faisabilité ont eu lieu de 2002 à 2004, ce qui a entraîné l'inclusion de la nation métisse dans le processus. En 2005, les Lutsel K'e ont publié une résolution du conseil de bande « soutenant la considération d'un parc national dans le cadre d'une initiative de protection plus large de son territoire traditionnel » en coopération avec le gouvernement territorial Akaitcho. En 2006, la Première Nation de Lutsel K'e Dene et le ministre de l'Environnement et ministre responsable de Parcs Canada ont signé un protocole d'entente qui élargit de 26 350 km2 la réserve pour fin de parc et définit un processus pour collaborer sur des questions relatives à la création du parc national, . Il est initialement prévu pour être constitué en 2009, mais les négociations ne sont pas arrivées à terme.
En 2014, le gouvernement des Territoires du Nord-Ouest, en vertu de la Loi sur la décentralisation des Territoires du Nord-Ouest, a pris le contrôle administratif de la zone d'étude du parc, qui s'étend sur 33 690 kilomètres carrés. L'année suivante il a initié un processus pour la désignation d'aires protégées qui incluait la réduction à 14 000 km2 du parc proposé auquel sont associées diverses aires protégées territoriales, conservant 75% de la région mise sous réserve initiale. Les consultations publiques sur les plus petites limites proposées se sont achevées en 2016. Le budget de 2016 du gouvernement fédéral inclut la proposition Thaidene Nëné dans l'allocation de fonds destinés à aider la réserve de parc national à se concrétiser.
Le 10 juin 2015, les négociateurs de Parcs Canada et de la nation métisse des Territoires du Nord-Ouest ont conclu un accord de principe sur la plupart des éléments d'un accord sur les répercussions et les avantages .
Le 29 juillet 2015, le gouvernement du Canada a annoncé son projet de délimitation d'une réserve de parc national dans la région de Thaidene Nëné et a lancé des consultations officielles.
Le 15 février 2019, la Première Nation Dene Lutsel K'e  a voté en faveur de la création de la réserve de parc national Thaidene Nëné. Le 21 août 2019, Parcs Canada, le gouvernement des Territoires du Nord-Ouest et trois Premières Nations (la Première nation Lutsel K'e Dene, la Première nation Deninu K'ue et la Première nation Dene Yellowknives) ont signé un accord établissant une zone protégée. consistant en un parc national de 14 305 km2 administré par Parcs Canada et une région de 12 220 km2  administrée par le gouvernement territorial qui comprend, l'aire protégée territorial Thaidene Nëné et une zone de conservation de la faune.